# Guiscardo di Pietrasanta
Guiscardo di Pietrasanta (Milano, ... – Orvieto, 1264) è stato un politico italiano.

## Biografia
Guiscardo di Pietrasanta apparteneva a una numerosa famiglia dell’aristocrazia milanese. Figlio di Pagano e nipote di Pietro, di lui non è nota la data di nascita.
La più antica notizia di Guiscardo di Pietrasanta risale al 1247 quando, insieme agli zii Guido e Gabrio, è catturato da armati genovesi a Portovenere, condotto a Genova, poi scambiato con prigionieri detenuti a Milano e così fa ritorno in patria.
La fama dal padre e dal nonno funge per lui da garanzia, evidentemente unita a una preparazione adeguata di cui anch’egli deve aver dato prova.
Guiscardo è così chiamato all’incarico di podestà a Novara nel 1250-51 e l'anno seguente dell’importante sede di Genova.
Prende così avvio la breve, ma intensa attività politica di Guiscardo di Pietrasanta, che ricopre la carica podestarile a Firenze nel 1254.

L'anno seguente è chiamato a Lucca dove rimane fino al 1257. Nello stesso 1255 fonda in Versilia il borgo murato che da lui prende il nome.
Nel 1258 è protagonista dell’unico suo incarico importante a Milano, quando vi svolge un ruolo equilibrato e neutrale in occasione della cosiddetta pace di Sant’Ambrogio. In questa occasione viene invitato ad unirsi alla delegazione paritaria di aristocratici e popolari che avrebbe dovuto chiedere al papa Alessandro IV di legittimare l’accesso dei popolari alle più alte cariche della gerarchia ecclesiastica ambrosiana.
Ai primi del 1259 è in carica come podestà a Piacenza, mentre nella seconda metà dell’anno, e probabilmente anche nella prima parte del 1260, è a capo del Comune di Firenze.
Nel 1261 è nuovamente podestà a Lucca e vi rimane l’anno successivo con il titolo di Capitano del Popolo, in una fase molto travagliata della vita della città, soprattutto per i ricorrenti scontri bellici con Pisa per il controllo di vaste aree e luoghi strategici del contado.
L’ultima parte della vita politica di Guiscardo avviene nell’ambito dell’amministrazione pontificia.

Guiscardo è già segnalato al tempo di Innocenzo IV tra i podestà favorevoli alla Chiesa (Ecclesiae devoti) e viene compreso tra quei rettori in temporalibus a cui ricorrevano i papi valorizzando le esperienze acquisite nei governi comunali. E così che Urbano IV decide di nominarlo Rettore e Capitano del Patrimonio di S. Pietro.
Ma questo incarico determinerà la sua tragica fine. L'azione papale per affermare la sovranità della Chiesa su Bisenzio e sui territori circostanti il lago di Bolsena conduce a uno scontro armato contro le riluttanti Signorie locali e in particolare con Giacomo, Nicolò e Tancredi, feudatari Signori di Bisenzio.
Giacomo è catturato, condannato e liberato in cambio della sua rinuncia. Nicolò, sapendolo in viaggio da Montefiascone a Canino, presso Orvieto tende un'imboscata al Pietrasanta, lo uccide e ne fa scempio. Mentre Nicolò muore pochi giorni dopo per le ferite riportate nell'agguato, Giacomo e Tancredi riescono a fuggire e a sottrarsi alla condanna del papa.

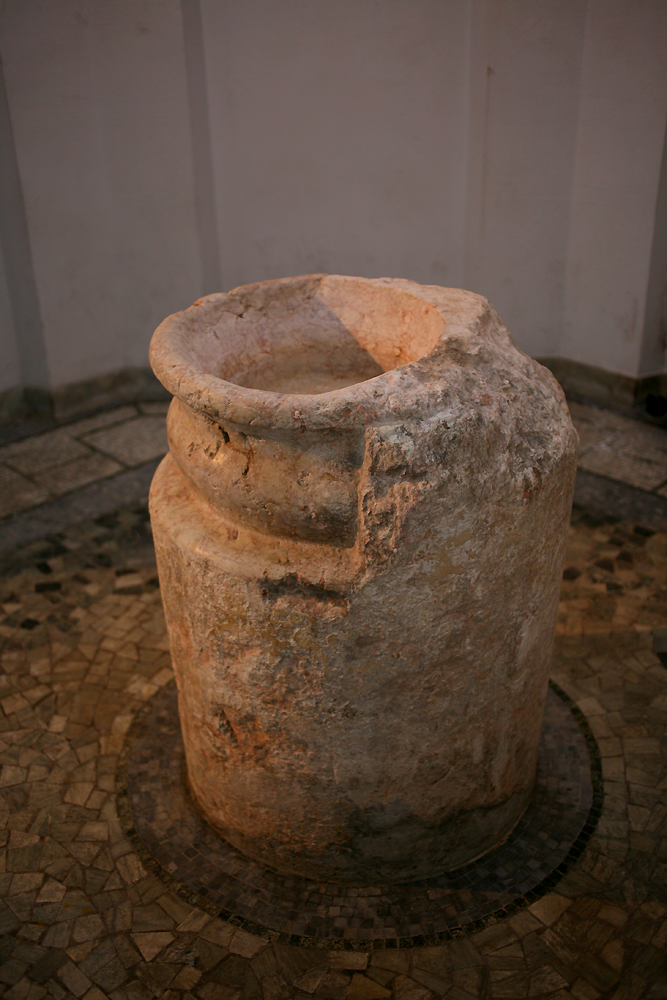
Pietra Santa
fonte battesimale, San Vincenzo in prato
(già nella Chiesa di San Nazaro in Pietrasanta)

Figlio di Guiscardo era Pagano, che è stato Capitano del popolo a Firenze nel 1288. La sua tomba è custodita nel portico della Basilica di Sant'Ambrogio a Milano. Il coperchio del sarcofago in granito riporta lo stemma della famiglia e l'epitaffio: "Qui giace Pagano di Pietrasanta cavaliere e capitano dei Fiorentini, il quale morì nell’anno del Signore milletrecento, al cui funerale intervennero quattro cardinali".